# Karol Świtalski
Karol Edward Świtalski (ur. 23 października 1902 w Radomsku, zm. 2 czerwca 1993 w Bensheim) – polski duchowny luterański, starszy kapelan wyznania ewangelicko-augsburskiego Wojska Polskiego.

## Życiorys
Syn Karola i Amelii z d. Kaweckiej. W Radomsku ukończył gimnazjum humanistyczne, następnie odbył studia na Wydziale Teologii Ewangelickiej Uniwersytetu Warszawskiego (1924–1929). Ordynowany na duchownego 13 października 1929 w kościele Świętej Trójcy w Warszawie. W latach 1929–1931 był prefektem w seminarium nauczycielskim w Działdowie, administratorem w Łomży (1931–1932)
26 lutego 1931 przyjęty został do rezerwy duchowieństwa wojskowego w stopniu kapelana ze starszeństwem z 1 stycznia 1931 i powołany do służby czynnej na stanowisko pełniącego obowiązki szefa duszpasterstwa wyznań ewangelickich przy Dowództwie Okręgu Korpusu Nr IX w Brześciu nad Bugiem. Równocześnie pełnił funkcję tamtejszego administratora zboru cywilnego. 27 czerwca 1935 został przemianowany na zawodowego kapelana wojskowego w stopniu kapelana ze starszeństwem z 1 kwietnia 1931 i 1. lokatą w duchowieństwie wojskowym wyznania ewangelicko-augsburskiego. 8 grudnia 1935 został mianowany proboszczem przy Dowództwie Okręgu Korpusu Nr VII w Poznaniu, jako następca ks. Józefa Mamicy. Wprowadzony w urząd 23 lutego 1936 w kościele staroluterskim przy ul. Ogrodowej, z którego w okresie międzywojennym korzystała również cywilna polska parafia ewangelicko-augsburska. Nabożeństwa wojskowe odprawiał 3 razy w miesiącu w sali konfirmacyjnej przy kościele, a raz na miesiącu w kościele, wspólnie ze zborem cywilnym, współpracując z ks. Gustawem Manitiusem. Był zaangażowany w usiłowania wzbudzenia pełnej polskiej świadomości narodowej wśród ewangelickiej ludności w rejonie Kępna, należącej do Kościoła ewangelicko-unijnego, gdzie 6 września 1936 uczestniczył w tworzeniu oddziału Polskiego Towarzystwa Ewangelickiego i odprawiał nabożeństwa patriotyczne, a także organizował pomoc gwazdkową dla dzieci z Przybyszowa. Parokrotnie odprawiał polskie nabożenstwa w Rawiczu. W latach 1937–1939 był członkiem komitetu redakcyjnego „Głosu Ewangelickiego” (Warszawa). Na stopień starszego kapelana został mianowany ze starszeństwem z 19 marca 1937 i 1. lokatą w duchowieństwie wojskowym wyznania ewangelicko-augsburskiego. Na stanowisku szefa duszpasterstwa ewangelickiego Okręgu Korpusu Nr VII pozostał do 1939.
Po wybuchu II wojny światowej został przez okupanta pozbawiony funkcji kościelnych i ukrywał się pod przybranym nazwiskiem jako robotnik rolny i urzędnik.
Po powrocie zaraz po ustaniu działań wojennych, pierwsze nabożeństwo odprawił w mieszkaniu w domu PTE przy ul.Kossaka 9 w Poznaniu już 30 marca 1945 starając się wraz ze świeckimi współpracownikami o normalizację życia kościelnego. Mimo starań, nie udało się pozyskać żadnego z kościołów poewangelickich. Dopiero w 1946 parafia otrzymała tymczasowo kaplicę cmentarną przy ul. Grunwaldzkiej, która służyła następnie niemal 60 lat, aż do wybudowania kościoła Łaski Bożej. Ks. Karol Świtalski w 1946 wznowił nabożeństwa w Lesznie, przyczynił się do powstania nowych polskich parafii w Gorzowie Wielkopolskim i w Szczecinie, podejmował działania na rzecz organizacji parafii w Zielonej Górze. Po 23 września 1948 zrezygnował z pracy w Poznaniu i objął administrację parafii w Gorzowie Wielkopolskim i w Szczecinie, a 4 lipca 1950 rozpoczął pracę w parafii w Koninie, nadal mieszkając w Poznaniu (ponieważ plebania w Koninie została zajęta) i obsługiwał również zbory Grodziec, Izbica Kujawska, Koło, Sompolno i Zagórów. Około 1960 został konseniorem (zastępcą seniora) diecezji pomorsko-wielkopolskiej.
21 lipca 1946 został wyznaczony do posługi duszpasterskiej przy byłym gauleiterze Kraju Warty i zbrodniarzu wojennym Arthurze Greiserze. Na prośbę oskarżonego udzielił mu sakramentu Wieczerzy Pańskiej i towarzyszył mu aż do egzekucji.
Z powodów rodzinnych w czerwcu 1964 wyjechał do Niemiec Zachodnich, gdzie w miarę możności nadal działał w polonijnym duszpasterstwie, zwłaszcza w okolicach Frankfurtu nad Menem. Utrzymywał kontakt z Polskim Kościołem Ewangelicko-Augsburskim na Obczyźnie w Anglii i wysyłał teksty do „Posła Ewangelickiego” w Londynie. Za starania o sprawę polską otrzymał Medal XV-lecia Związku Żołnierzy Kresowych.